# Ізов (станція)
Íзов — прикордонна проміжна залізнична станція 1-го класу Рівненської дирекції Львівської залізниці на лінії Володимир — Лудин між станціями Устилуг (9 км) та Грубешів (Польща). Розташована у селі Рокитниця Володимирського району Волинської області.
На станції діє пункт прикордонного контролю Ізов (для вантажів). У бік Польщі здійснюється лише вантажний рух.

## Історія
Станція відкрита у період будівництва лінії Завада — Володимир у 1915—1916 роках. Підпорядковувалась цісарсько-королівській Військовій залізниці Північ (k.u.k. Heeresbahn Nord). Із приєднання цієї території до Польщі увійшла до складу Радомської залізниці. У 1930 році за розпорядженням Президента Польщі І. Мосціцького відбулась націоналізація земель Терези Руліковської для будівництва вузької колії від станції Ізов до цукроварні Стрижів.
Під час Другої світової війни станція занепала. Після захоплення цих території СРСР була покинута і не відновлювалась. Повторно станцію Ізов відновлено у  1979 році під час відкриття лінії Володимир-Волинський — Ізов — Грубешів — частини так званої металургійної ширококолійної лінії, якою українська руда з Кривбасу надходила на польські металургійні комбінати.
У липні 2019 року «Укрзалізниця» запровадила підготовку до електрифікації лінії Ковель — Ізов — Держкордон. За словами тодішнього очільника «Укрзалізниці» Євгена Кравцова ця дільниця є частиною маршруту експорту залізорудної сировини з Кривого Рогу на металургійні підприємства Польщі.
У липні 2019 року Придніпровська залізниця віддала в оренду один тепловоз ТЕ33АС-2021, який успішно працював на лінії Ковель — Ізов — Держкордон. За словами Євгена Кравцова для ефективності роботи потрібно ще три ТЕ33АС проти п'яти 2ТЕ116.
У квітні 2021 року «Укрзалізниця» розпочала роботи з електрифікації 43-кілометрової дільниці Ковель — Ізов — Держкордон. Завдяки електрифікації вказаної дільниці у майбутньому не тільки передбачається збільшення перевезень у напрямку Польщі, але й збільшення транзитного вантажопотоку територією України, що позитивно відобразиться на дохідній частині компанії та економіці країни в цілому. Основним вантажопотоком за цим напрямком є експортна залізорудна сировина, що прямує з підприємств Криворізького залізорудного басейну на металургійні підприємства у Польщі. Наразі маршрут цього вантажопотоку пролягає електрифікованими напрямками до станції Ковель, а далі вантаж перевозиться на дизельній тязі за напрямком Ковель — Ізов — Держкордон.
У серпні 2021 року «Укрзалізниця» розпочала активну фазу електрифікації лінії Ковель — Ізов — Держкордон, що на електротязі дозволить вивільнити 10 тепловозів 2ТЕ116, М62, 2М62У.
Станом на 5 січня 2022 року на важливому залізничному напрямку, який сполучає Україну з країнами Європейського Союзу, повністю електрифікована 43-кілометрова дільниця Ковель — Ізов — Держкордон, що суттєво надалі підвищить рівень експортних вантажних перевезень. Зокрема, збільшити вагу вантажних поїздів із 4,6 тис. тонн до 5,5 тис. тонн, підвищити пропускну спроможність дільниці та скоротити строки доставки вантажів, а ще — на 136,4 млн грн на рік зменшити експлуатаційні витрати залізниці та відчутно (до 12 тис. т/рік) зменшити викиди продуктів згоряння в атмосферу.
У січні 2022 року «Укрзалізниця» закликала польського оператора PKP електрифікувати свою дільницю до дільниці Ковель — Ізов — Держкордон. Наразі роботи з українського боку продовжені роботи на станції Ізов та Блокпост 8 км, де встановлені опори контактної мережі. Також на ділянці Овадне — Турійськ триває монтаж ліній електропередач. Водночас завершена реконструкція пристроїв переїзної сигналізації на 33 переїздах та відремонтовано середнім ремонтом 21 стрілочний перевід.
«Укрзалізниця» розраховує, що Польські державні залізниці проведуть модернізацію дільниці Грубешів (Польща) — Держкордон загальною довжиною 1,5 км, що залишається неелектрифікованою та «вузьким місцем маршруту».

## Пасажирське сполучення
У 1920—1930-х роках курсував поїзд сполученням Завада — Володимир. За радянських часів та до 2019 року курсували приміські поїзди сполученням: Ковель — Ізов, Ковель — Лудин, Львів — Ізов.
Нині через станцію Ізов курсує приміський поїзд Ковель — Червоноград.